# Surprise (Schiff, 1970)
Die Surprise ist eine Replik des britischen Post ships 6. Ranges Rose von 1757.

## Geschichte
Das Schiff wurde 1970 unter dem Namen Rose nach einem von Phil Bolger entworfenen Bauplan, der auf den Originalplänen der Britischen Admiralität aus dem 18. Jahrhundert basierte, bei der Werft „Smith and Rhuland“ in Lunenburg (Nova Scotia) gebaut und durch die United States Coast Guard klassifiziert.
Die folgenden zehn Jahre war ihr Heimathafen Newport (Rhode Island), wo sie unter anderem als Hafenattraktion diente. 1985 kaufte Kaye Williams die Rose und verlagerte sie nach Bridgeport (Connecticut). Dort wurde sie unter Aufsicht der „HMS Rose Foundation“ als Sail-Training-Schiff eingesetzt. Im Rahmen dieses Einsatzes wurde regelmäßig als HMS Rose auf sie Bezug genommen, obwohl sie genaugenommen nicht zur Führung dieses Schiffsnamenpräfixes legitimiert war.
2001 kaufte die 20th Century Fox das Schiff und setzte es im Film „Master and Commander: The Far Side of the World“ als die durch die Hauptfigur befehligte Surprise ein. Nach Beendigung der Dreharbeiten wurde das Schiff unter ihrem neuen Namen Surprise an das „Maritime Museum of San Diego“ verleast, welches es letztendlich dann auch erstand. September 2007 war eine Restauration, die auch die Segeleigenschaften wiederherstellte, abgeschlossen. 2010 war das Schiff erneut eine Filmrequisite in „Pirates of the Caribbean: On Stranger Tides“, wo es die HMS Providence darstellte.
1991 beschloss die Connecticut General Assembly die als "An Act Concerning the H.M.S. Rose" benannte Verordnung, in der bestimmt wurde, dass das Schiff für die „Connecticut Naval Militia“ in Dienst gestellt wird und durch diese zu unterhalten sei. Die Verordnung wurde bis heute nicht aufgehoben.